# Posidonia australis
Posidonia australis, também conhecida como erva daninha de bola de fibra ou erva daninha de fita, é uma espécie de erva marinha que ocorre nas águas do sul da Austrália. Forma grandes prados importantes para a conservação ambiental. Bolas de detritos em decomposição da folhagem são encontradas ao longo das linhas costeiras próximas.

## Descrição

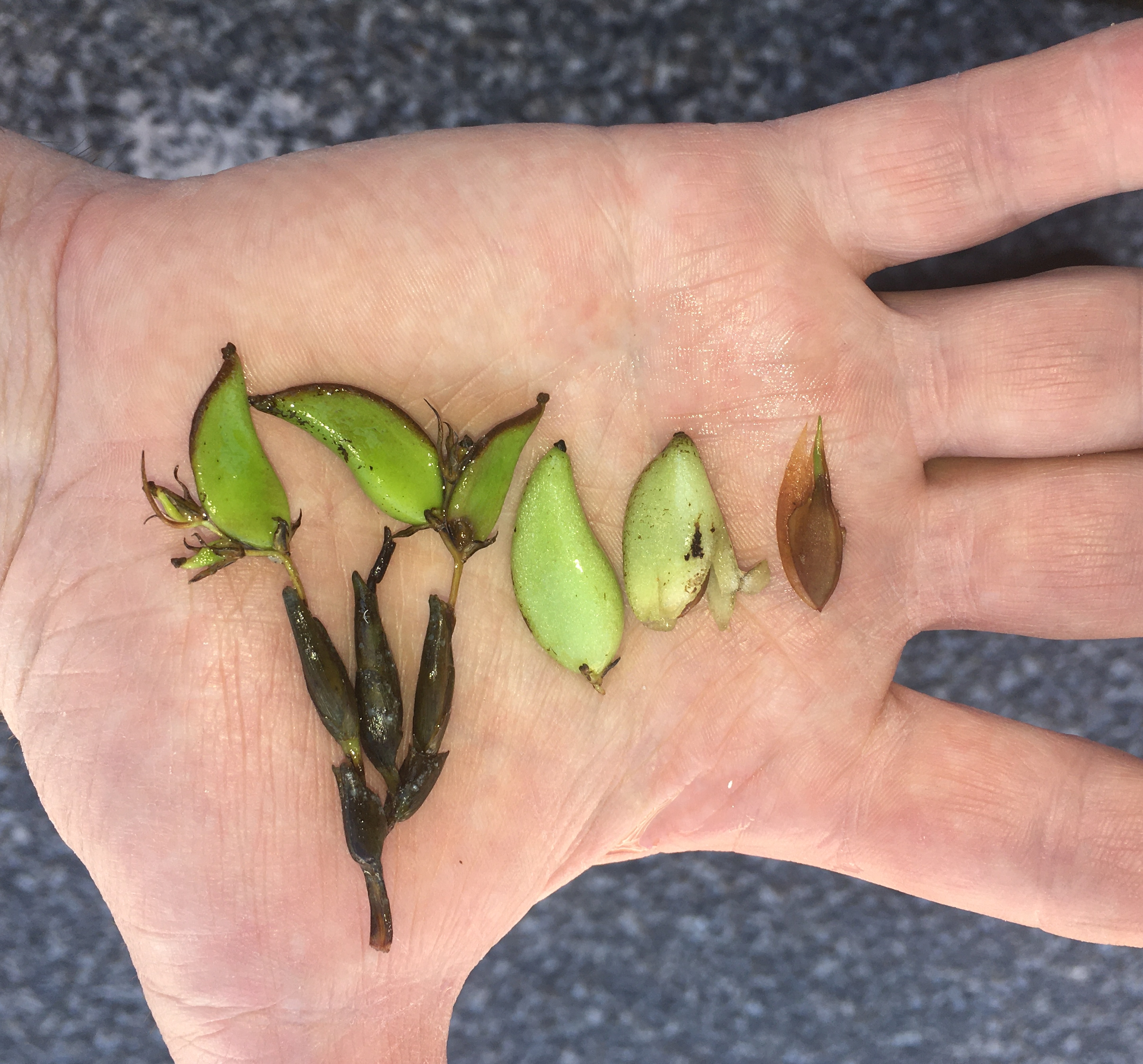
A partir da esquerda: frutos imaturos presos à planta, frutos maduros liberados da planta, frutos divididos prontos para liberar a semente, semente

Posidonia australis é uma planta com flores que ocorre em prados densos, ou ao longo de canais, em areia branca. É encontrado em profundidades de 1 a 1−15 metros (−46 pé). Os rizomas e raízes subsuperficiais proporcionam estabilidade nas areias que ocupa. Os rizomas eretos e as folhas reduzem o acúmulo de lodo.
As folhas são em forma de fita e 11 milímetros (0,43 pol) a 20 milímetros (0,79 pol) de largura. Eles são verdes brilhantes, talvez tornando-se dourados com a idade. O término da folha é arredondado ou ausente devido a danos. Eles estão dispostos em grupos com folhas mais velhas do lado de fora, mais longas e de forma diferente das folhas mais jovens que cercam.
A espécie é monoica. As flores aparecem em pequenas espigas em caules sem folhas, duas brácteas em cada espiga. A planta poliniza por hidrofilia, dispersando-se na água.
A reprodução de Posidonia australis geralmente ocorre por métodos sexuais ou assexuados, mas, em condições extremas, por pseudovivipário.
Um estudo de 2013 mostrou que o P. australis pode sequestrar carbono 35 vezes mais eficientemente do que as florestas tropicais. Em 2022, em um estudo recente da Escola de Ciências Biológicas e Instituto de Oceanos da Universidade da Austrália Ocidental, mostrou que a planta conseguiu continuar crescendo por meio de um crescimento vegetativo estendendo seus rizomas para fora da mesma forma que a grama de búfalo. Verificou-se também que esta espécie possui o dobro do número de cromossomos do que outras populações em estudo. Tem 40 cromossomos em vez dos 20 habituais.

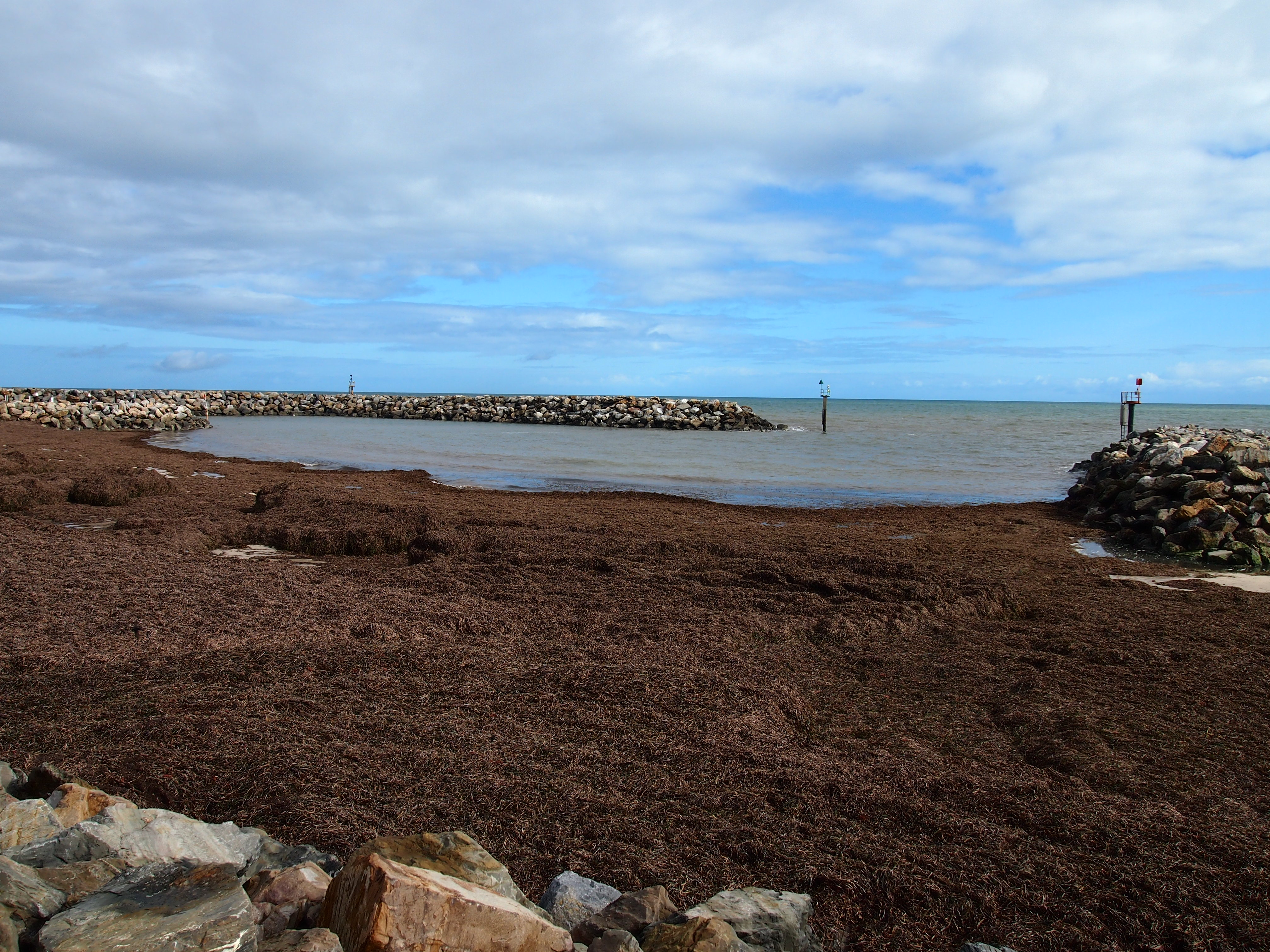
Acumulação detrital P. australis em West Beach, South Australia

Esta espécie é encontrada em águas ao redor da costa sul da Austrália. Na Austrália Ocidental, ocorre na região da Baía dos Tubarões, ao redor das ilhas Houtman Abrolhos, e ao sul ao longo da costa da Planície Costeira do Cisne. A espécie é registrada na borda da Planície Esperance, no Arquipélago do Recherche, na costa sul da região sudoeste. A faixa se estende para o leste até as áreas costeiras de Nova Gales do Sul, Austrália do Sul, Tasmânia e Victoria. Um sinal de ocorrência próxima de Posidonia é a presença de massas de folhas em decomposição nas praias, formando bolas fibrosas.
Em junho de 2022, foi relatado que testes genéticos revelaram que amostras de Posidonia australis retiradas de um prado em Shark Bay até 180 km (110 mi) além eram todos de um único clone da mesma planta. A planta cobre uma área de fundo oceânico de cerca de 200 km2 (49,000 acres). Isso a tornaria a maior planta conhecida no mundo, excedendo o tamanho de um grupo de árvores trêmulas de Aspen, em Utah, que se estende por mais de 40 hectares (99 acre(s)s).
Estima-se que a planta tenha levado pelo menos 4.500 anos para crescer até esse tamanho usando rizomas para colonizar novas partes do fundo do mar, assumindo uma taxa de crescimento de rizomas de cerca de 35 centímetros (14 pol) um ano.

## Taxonomia
Esta espécie é um membro da família Posidoniaceae, uma das oito que ocorrem na Austrália. O nono membro, Posidonia oceanica, é encontrado no Mar Mediterrâneo. O nome do gênero para esta espécie, Posidonia, é dado para o deus dos mares Poseidon, e australis refere-se à distribuição do sul.
A espécie foi descrita pela primeira vez por Joseph Hooker em Flora Tasmaniae. Nomes comuns para a planta incluem erva daninha de bola de fibra e erva daninha de fita.

## Estado de conservação
A IUCN lista esta espécie como "quase ameaçada", enquanto os prados em New South Wales foram listados pela Commonwealth of Australia como uma comunidade ecológica ameaçada desde 2015.